# Hans Lagerqvist

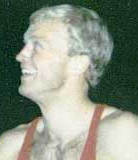
Hans Lagerqvist, 1967

Hans Lagerqvist (Hans Ture Lennart Lagerqvist; * 28. April 1940 in Göteborg; † 22. Juli 2019) war ein schwedischer Stabhochspringer.
1966 gelang ihm bei den Europameisterschaften in Budapest in der Qualifikation kein gültiger Versuch.
1971 wurde er Achter bei den Halleneuropameisterschaften in Sofia und Vierter bei den Europameisterschaften in Helsinki. Im Jahr darauf gewann er Silber bei den Halleneuropameisterschaften 1972 in Grenoble und wurde Siebter bei den Olympischen Spielen in München. Bei den Halleneuropameisterschaften 1973 in Rotterdam blieb er ohne gültigen Versuch.
Zweimal wurde er Schwedischer Meister (1965, 1972), dreimal Schwedischer Hallenmeister (1966, 1971, 1974) und zweimal Norwegischer Hallenmeister (1969, 1971).

## Persönliche Bestleistungen
- Stabhochsprung: 5,36 m, 15. April 1972, Los Angeles
  - Halle: 5,40 m, 12. März 1972, Grenoble